# Кракорница
Кракорница (мкд. Кракорница) је насељено место у Северној Македонији, у северозападном делу државе. Кракорница припада општини Маврово и Ростуша.

## Географски положај
Насеље Кракорница је смештено у северозападном делу Северне Македоније. Од најближег већег града, Гостивара, насеље је удаљено 42 km западно.
Село Кракорница се налази у горњем делу високопланинске области Река. Насеље је положено веома високо, на јужним висовима планине Враца, која се северно наставља на Шар-планину. Западно од насеља тло се стрмо спушта у клисуру реке Радике. Надморска висина насеља је приближно 1.500 метара.
Клима у насељу је оштра планинска.

## Историја
Кракорница је одувек била насељена Македонцима православне вероисповести. Мештани су били верници Српске православне цркве

## Становништво
По попису становништва из 2002. године Кракорница је имала 15 становника.
Претежно становништво у насељу су етнички Македонци (100%). 
Већинска вероисповест у насељу је православље. 